# Мишнаитский иврит
Мишнаи́тский иври́т, послебибле́йский иври́т; (ивр. לשון חז"ל‎ — «язык мудрецов») — вариант древнееврейского языка, имевший хождение с I века до н. э. по III век н. э. На этом языке написана часть Талмуда, Мишна, почти вся Тосефта, частично галахические Мидраши, а также некоторые свитки Мёртвого моря. Некоторые источники понимают под «мишнаитским» (послебиблейским) ивритом и «талмудический» иврит III—VII веков н. э.; используется также термин «раввинистический» иврит.
Мишнаитский иврит ощутимо отличается от библейского иврита, хотя довольно близок по времени.
Относительно быстрое изменение письменного языка может объясняться тем, что поздний письменный библейский иврит подражал библейскому ивриту книг периода первого Храма, но уже сильно отличался от современного ему разговорного иврита. Накопившиеся за длительное время со времён вавилонского изгнания в разговорном языке различия проникли в письменный язык с возрастанием во II веке до н. э. влияния законоучителей-фарисеев, прибегавших к устной проповеди на живом народном языке.
Выдвигалась версия, что мишнаитского иврита как живого языка не существовало. Согласно этой версии, письменный иврит той эпохи — это смесь иврита с арамейским, результат попытки говоривших по-арамейски (после полного выхода из употребления библейского иврита) мудрецов Мишны писать на иврите; фактически — искусственный язык, придуманный раввинами как националистическое средство против использования иностранных языков. В настоящее время эта версия считается опровергнутой.
В 1927 году была издана полная грамматика мишнаитского иврита (М. Х. Сегал).

## Отличия от библейского иврита
Мишнаитский иврит отличается от библейского языка в нескольких аспектах.
Изменилось построение предложения и употребление глагольных времён.
В данный период сложилась современная система трёх времён глагола и появились притяжательные местоимения типа שֶׁלִּי‎ («мой») и многие другие.
Некоторые употребительные прежде слова сменились новыми. В иврит проникло множество заимствований из арамейского и греческого языков, а также латыни.
Многие характерные черты произношения мишнаитского иврита, возможно, появились в позднебиблейский период. Примечательной характеристикой, отличающей его от библейского иврита классического периода является спирантизация пост-вокальных взрывных согласных (b, g, d, p, t, k), сходная с арамейским.
Другая характерная черта — звук /m/ в конце слова часто заменяется на /n/. Возможно, последний назальный согласный не произносился, а предыдущий гласный назализировался.
Кроме того, некоторые сохранившиеся рукописи Мишны смешивают гортанные согласные, особенно алеф (гортанная смычка) и аин (Звонкий фарингальный фрикатив). Это может быть признаком того, что они произносились одинаково.

## Дальнейшее развитие языка
После II века н. э., а по некоторым данным, возможно, после IV века н. э. иврит в Иудее перестал быть средством устного общения и сохранился как язык религии и письменности; в Галлилее иврит перестал быть разговорным языком раньше. Евреи говорили главным образом на диалектах арамейского языка. В III—VII веках возникает талмудический иврит, на котором написаны части Гемары вавилонского и палестинского Талмудов и часть мидрашей, а также первые произведения религиозной поэзии. Следующий этап языка — средневековый иврит (VIII—XVIII века н. э.).